# František Konvička
František Konvička, né le 11 août 1939, à Okříšky, en Tchécoslovaquie, est un ancien joueur tchécoslovaque de basket-ball.

## Palmarès
- Finaliste du championnat d'Europe 1959, 1967
- 3e du championnat d'Europe 1969